# AIRMAN
株式会社AIRMAN（エアマン、AIRMAN CORPORATION）は、新潟県燕市に本社を置く建設機械、産業機械メーカーである。東証一部上場。2025年3月31日までの商号は北越工業株式会社（ほくえつこうぎょう）。

## 概要
北越工業時代より「AIRMAN（エアマン）」のブランド名で、エンジンコンプレッサ、モーターコンプレッサ、ディーゼルエンジン発電機、高所作業車、高所作業台の製造・販売、ガソリンエンジン発電機、エンジン溶接機、ミニバックホーの販売を行っている。
主力製品のエンジンコンプレッサの国内シェアは約87％、世界シェアは約15％である。垂直上昇式高所作業車は後発メーカーでありながら国内シェア60％を超える。

## 沿革
- 1938年 - 前身である株式会社地蔵堂鋳物工業所設立。定位置往復動コンプレッサの製造・販売開始。
- 1939年 - 北越工業株式会社に社名変更。
- 1952年 - ブランド名「エアマン」を採用。
- 1955年 - 国産初のロータリーコンプレッサ完成。
- 1973年 - 「労働大臣優良最高賞」受賞。
- 1976年 - 「機械振興協会賞」受賞。
- 1980年 - 新潟証券取引所に株式上場
- 1982年 - 日本機械工業連合会「優秀省エネルギー機器賞」受賞。
- 1983年 - 日経産業新聞社「全国先端事業所百選」FA賞受賞。
- 1987年 - 工場労働安全に関する労働大臣進歩賞を受賞。
- 1990年 - 「新潟県経済振興賞」受賞。
- 1991年 - オランダ・アムステルダムに現地法人「HOKUETSU INDUSTRIES EUROPE B.V.」を設立。
- 1993年 - 株式会社エーエスシーを設立。
- 1994年 - ISO 9001認証取得。
- 2000年
  - 新潟証券取引所の廃止により、東京証券取引所市場第二部に株式上場。
  - 発明協会「発明協会会長奨励賞」「実施功績賞」受賞。
- 2001年
  - 全米VE協会国際大会「全米VE協会会長賞」受賞。
  - 第34回VE全国「VE 活動優秀賞」受賞。
  - 株式会社ファンドリーを設立。
- 2003年
  - イーエヌシステム株式会社を設立。
  - 復盛公司（台湾）と中国で合弁会社「上海復盛埃爾曼機電有限公司」設立。
- 2005年
  - ASME認定工場の資格取得。
  - ISO 14001認証取得。
  - 日本バリューエンジニアリング協会「マイルズ賞」受賞。
- 2008年 - 平成20年度緑化優良工場等関東経済産業局長表彰を受賞。
- 2012年 - 平成24年度緑化優良工場等経済産業大臣賞を受賞[2]。
- 2013年 - マレーシア・セランゴール州に現地法人「HOKUETSU INDUSTRIES ASIA SDN.BHD.」を設立。
- 2014年 - 東京証券取引所市場第一部に指定替え。米国・ジョージア州に現地法人「AIRMAN USA CORPORATION」設立。
- 2025年4月1日 - 社名をブランド名と同じ「株式会社AIRMAN」に変更[3]。

## 主要製品
- エンジンコンプレッサ
- モーターコンプレッサ
- ディーゼルエンジン発電機
- ガソリンエンジン発電機
- 高所作業車
- 高所作業台
- ミニバックホー
- エンジン溶接機

## 事業所所在地
- 本社・工場 - 新潟県燕市
- 東京本社 - 東京都新宿区
- 北海道支店 - 北海道札幌市
- 東北支店 - 宮城県仙台市
- 北関東支店 - 群馬県高崎市
- 東京支店 - 東京都新宿区
- 西関東支店 - 神奈川県横浜市
- 中部支店 - 愛知県一宮市
- 大阪支店 - 大阪府摂津市
- 中国支店 - 広島県広島市
- 九州支店 - 福岡県大野城市
- 新潟営業所 - 新潟県燕市
- 千葉営業所 - 千葉県千葉市
- 金沢営業所 - 石川県金沢市
- 静岡営業所 - 静岡県静岡市
- 高松営業所 - 香川県高松市
- 南九州営業所 - 鹿児島県姶良市
- 沖縄営業所 - 沖縄県浦添市

## グループ企業

### 国内
- 株式会社エーエスシー（修理サービス・部品販売）
- 株式会社ファンドリー（部品製造）
- イーエヌシステム株式会社（高所作業車製造）

### 海外
- HOKUETSU INDUSTRIES EUROPE B.V.（オランダ・アムステルダム）

- AIRMAN ASIA SDN. BHD. （マレーシア・セランゴール州）
- AIRMAN USA CORPORATION （米国・ジョージア州）

- 上海復盛埃爾曼機電有限公司（中国・上海）